# Oscar 2016
Cea de-a 88-a ediție a Premiilor Academiei Americane de Film a avut loc la 28 februarie 2016 la Dolby Theatre din Hollywood, California. Ceremonia a fost televizată în SUA de către ABC și produsă de David Hill și Reginald Hudlin. Actorul Chris Rock a fost prezentatorul premiilor pentru a doua oară, anterior fiind gazda ediției din 2005. Alături de gazda Rock, au urcat pe scenă mai multe personalități pentru a acorda diverse premii sau pentru a organiza unele momente artistice: Benicio del Toro, Whoopi Goldberg, Kevin Hart, Tina Fey, Ryan Gosling, Lady Gaga, Sam Smith, Charlize Theron, Jacob Tremblay, The Weeknd și Pharrell Williams.

## Câștigători și nominalizări

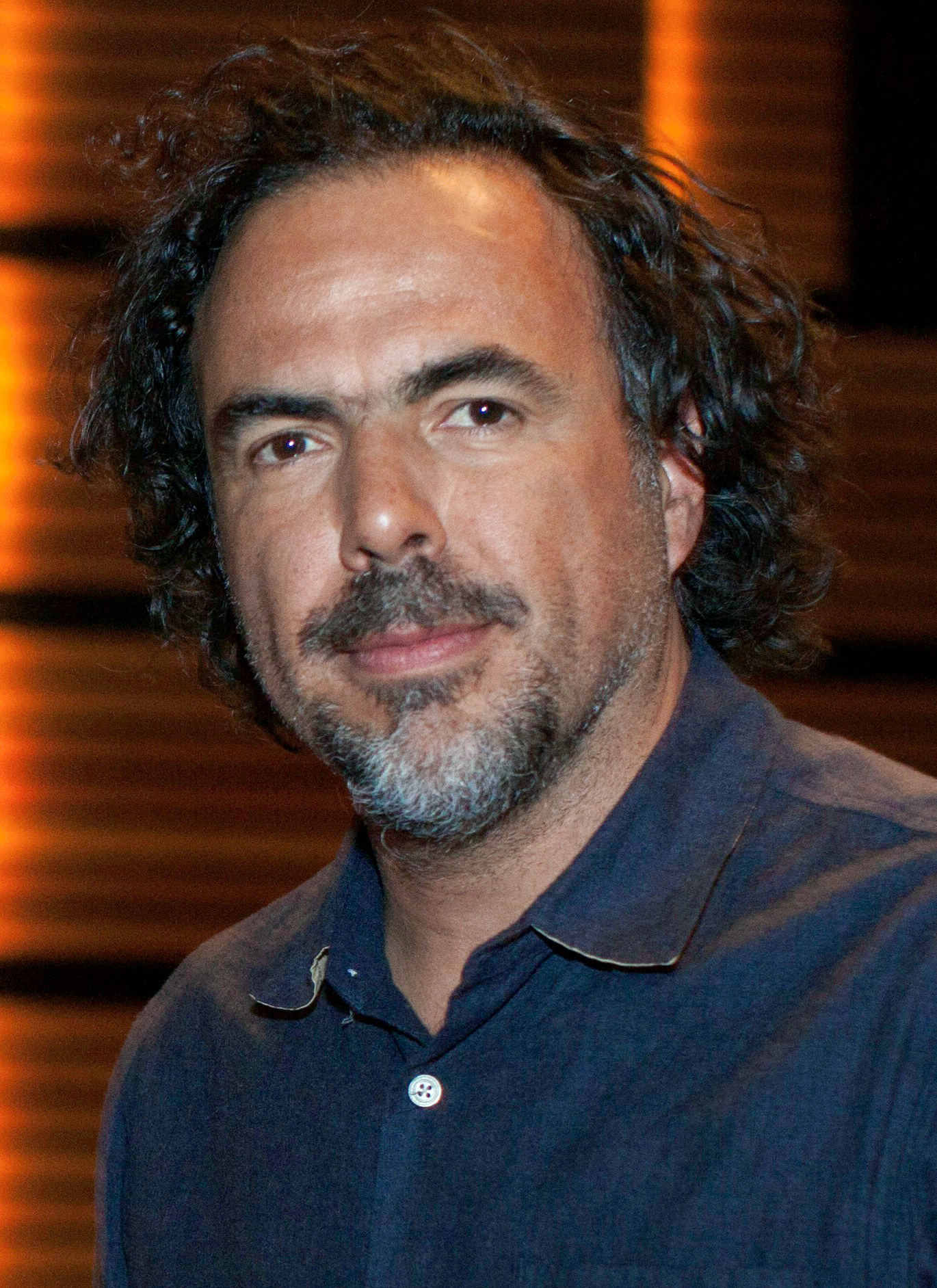
Alejandro G. Iñárritu, desemnat cel mai bun regizor

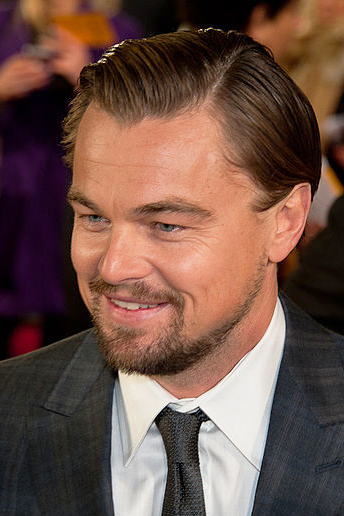
Leonardo DiCaprio, cel mai bun actor

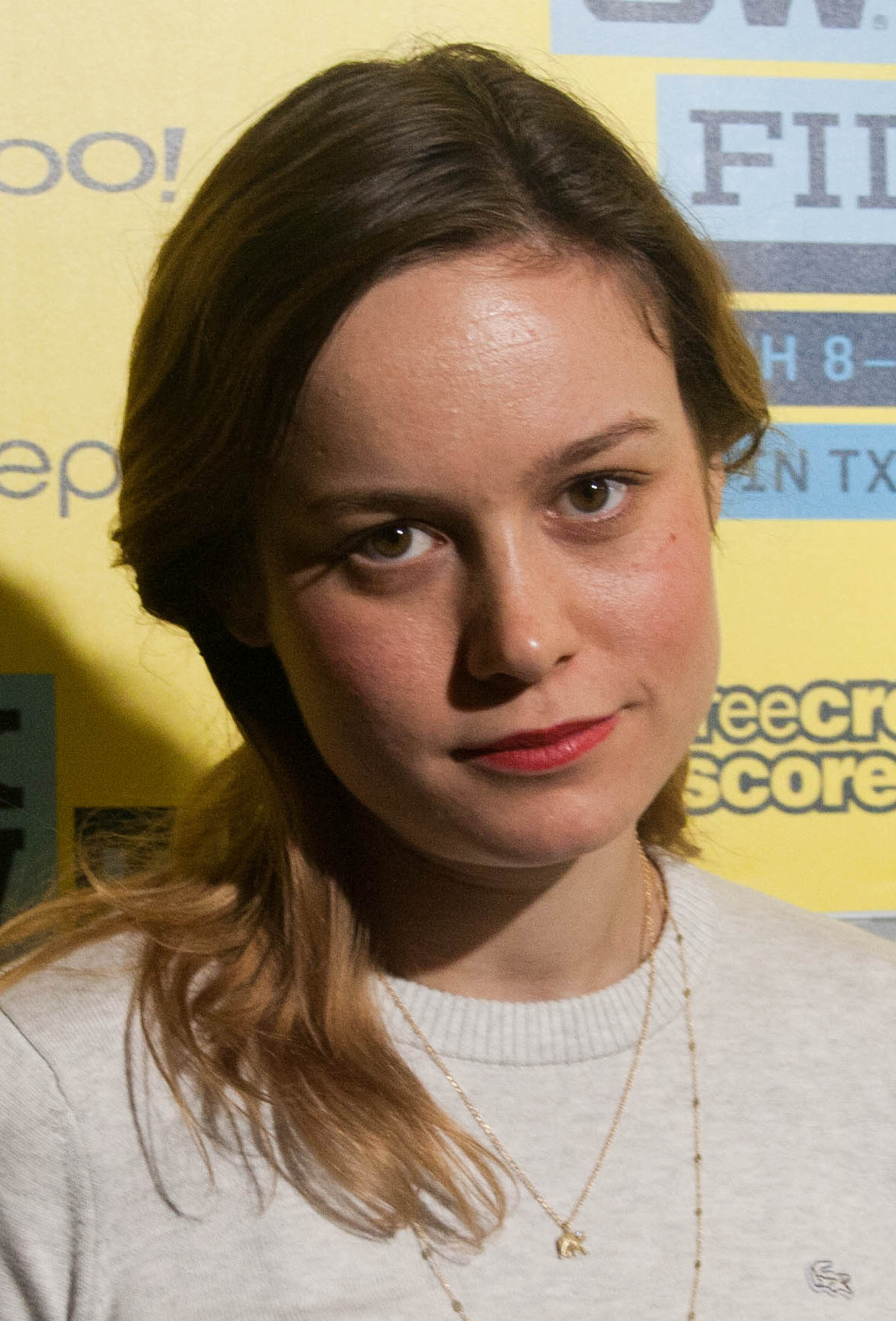
Brie Larson, cea mai bună actriță

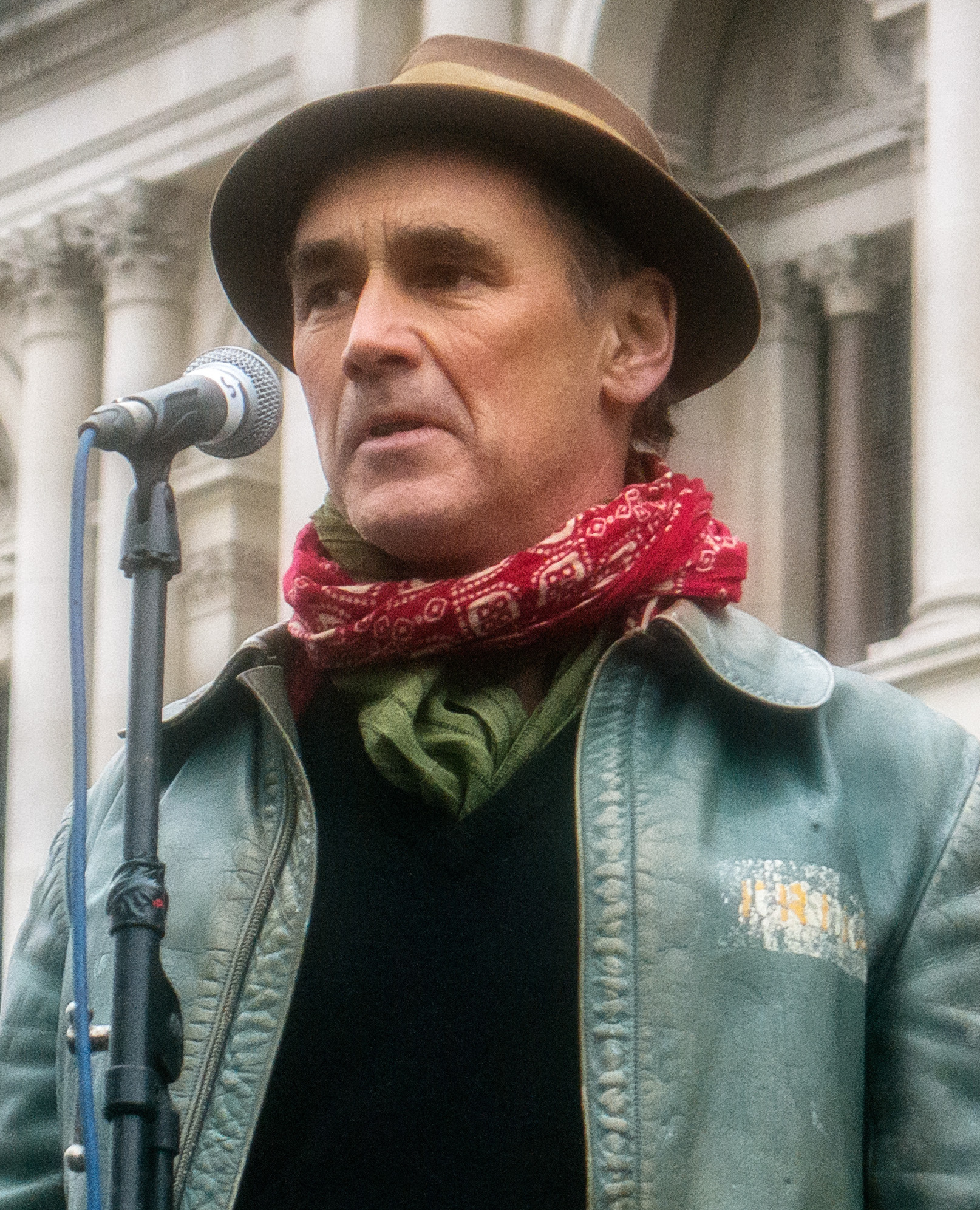
Mark Rylance, cel mai bun actor - rol secundar

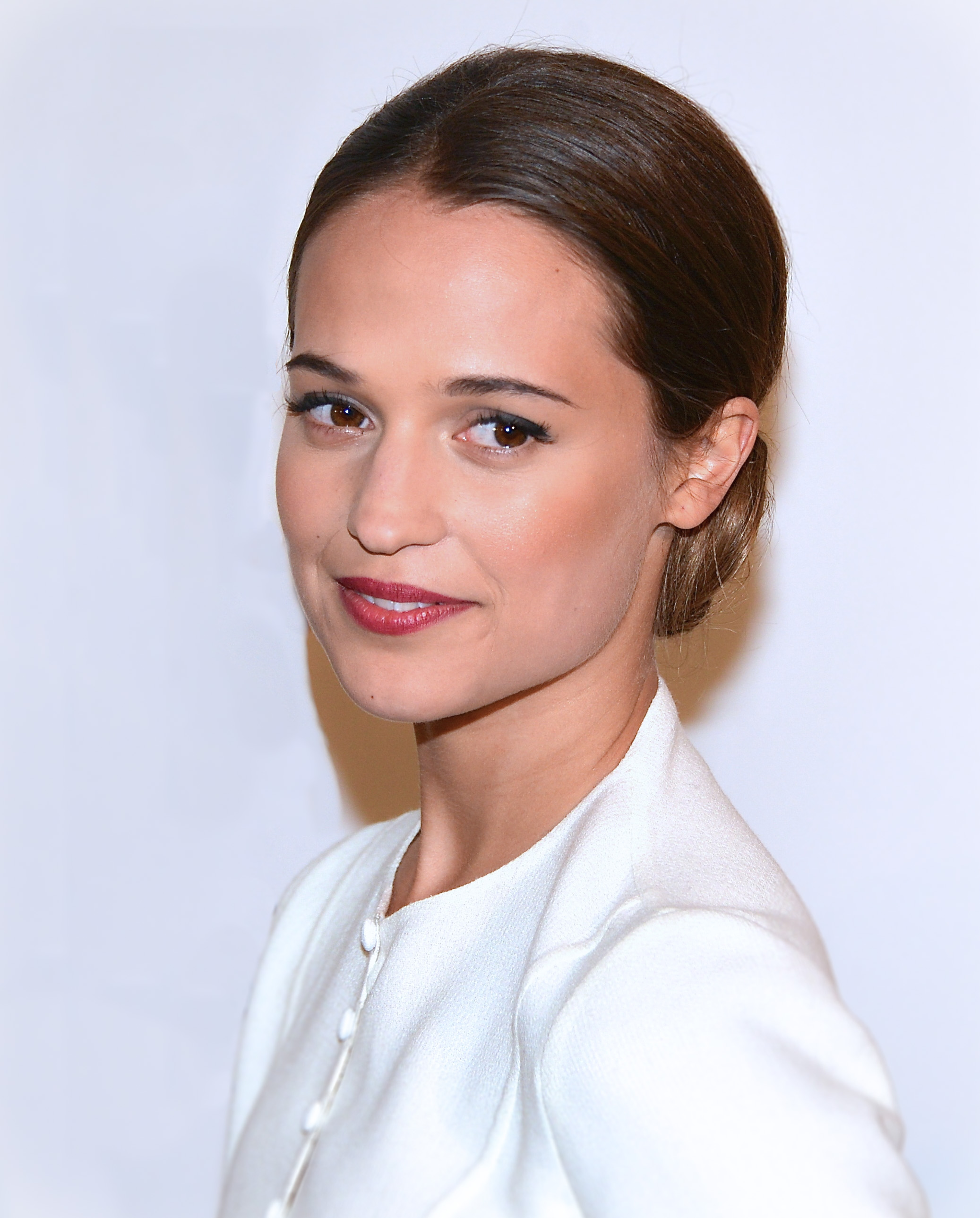
Alicia Vikander, cea mai bună actriță rol secundar

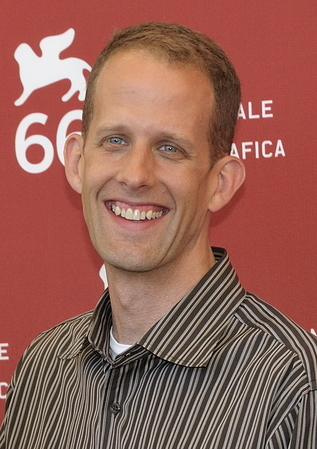
Pete Docter, cel mai bun film de animație

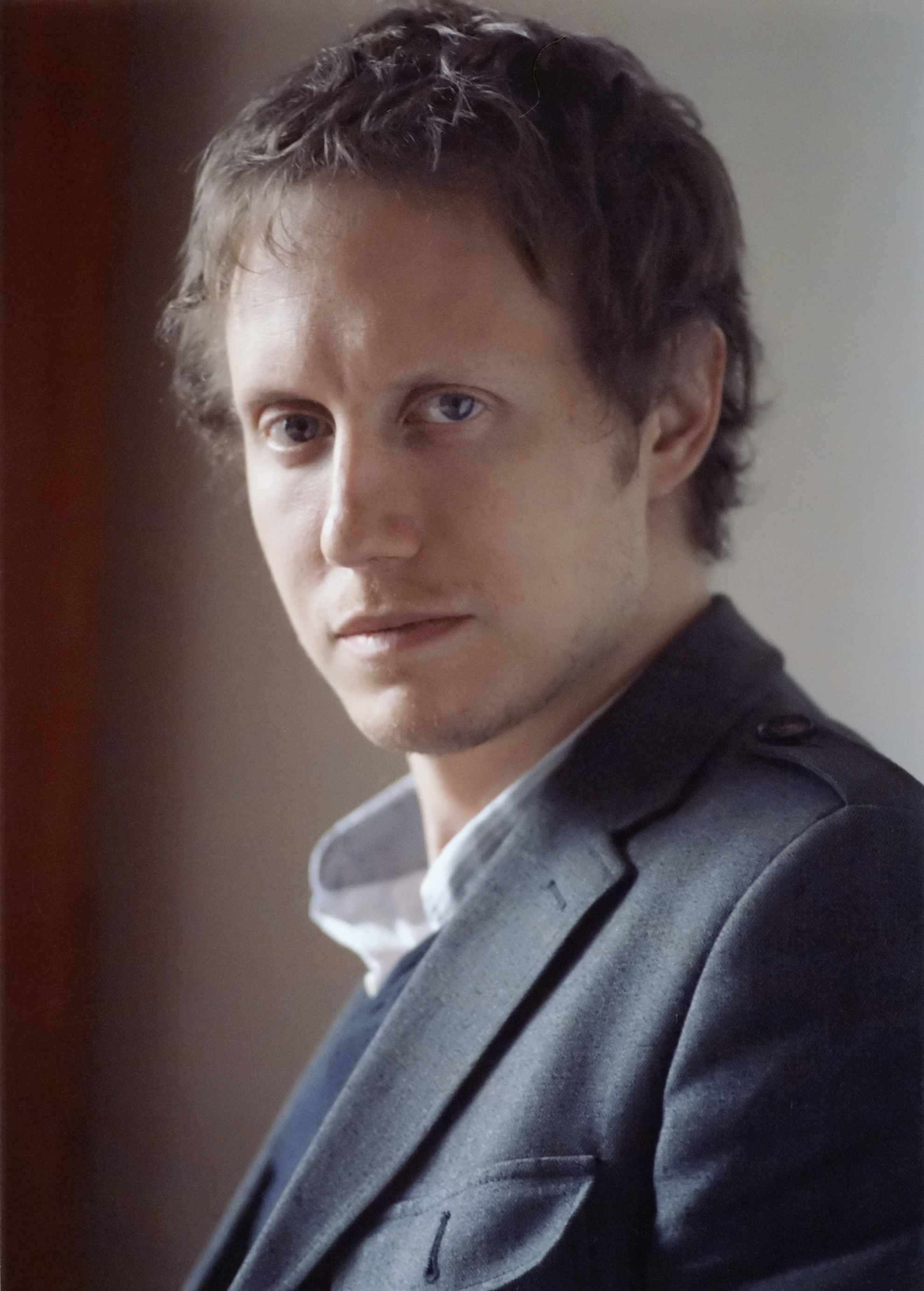
László Nemes, cel mai bun film străin

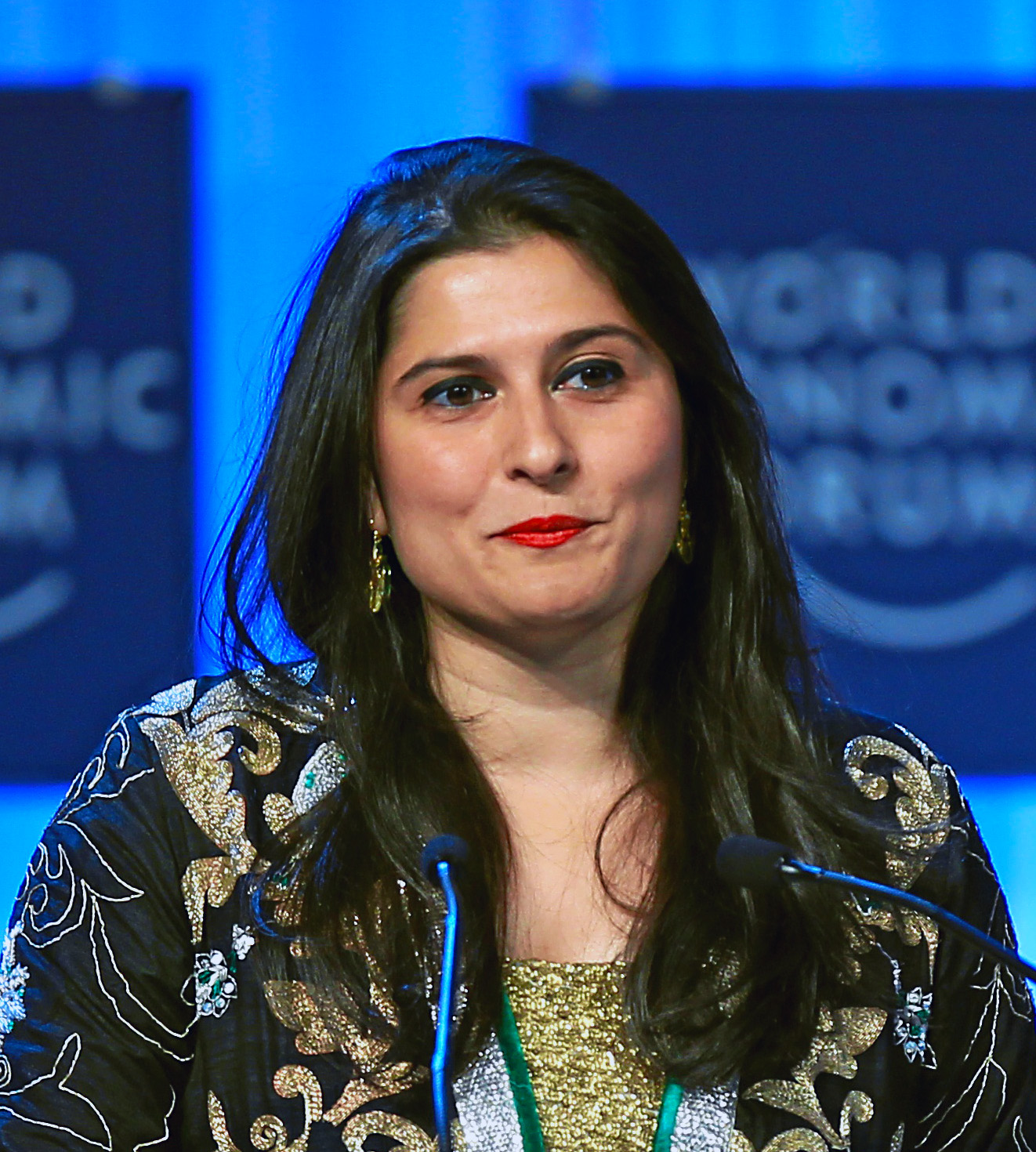
Sharmeen Obaid Chinoy, cel mai bun documentar scurt

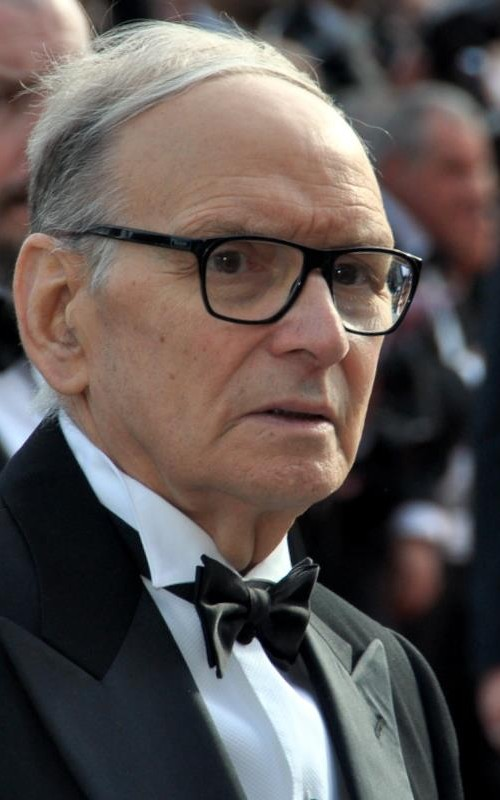
Ennio Morricone, cea mai bună coloană sonoră

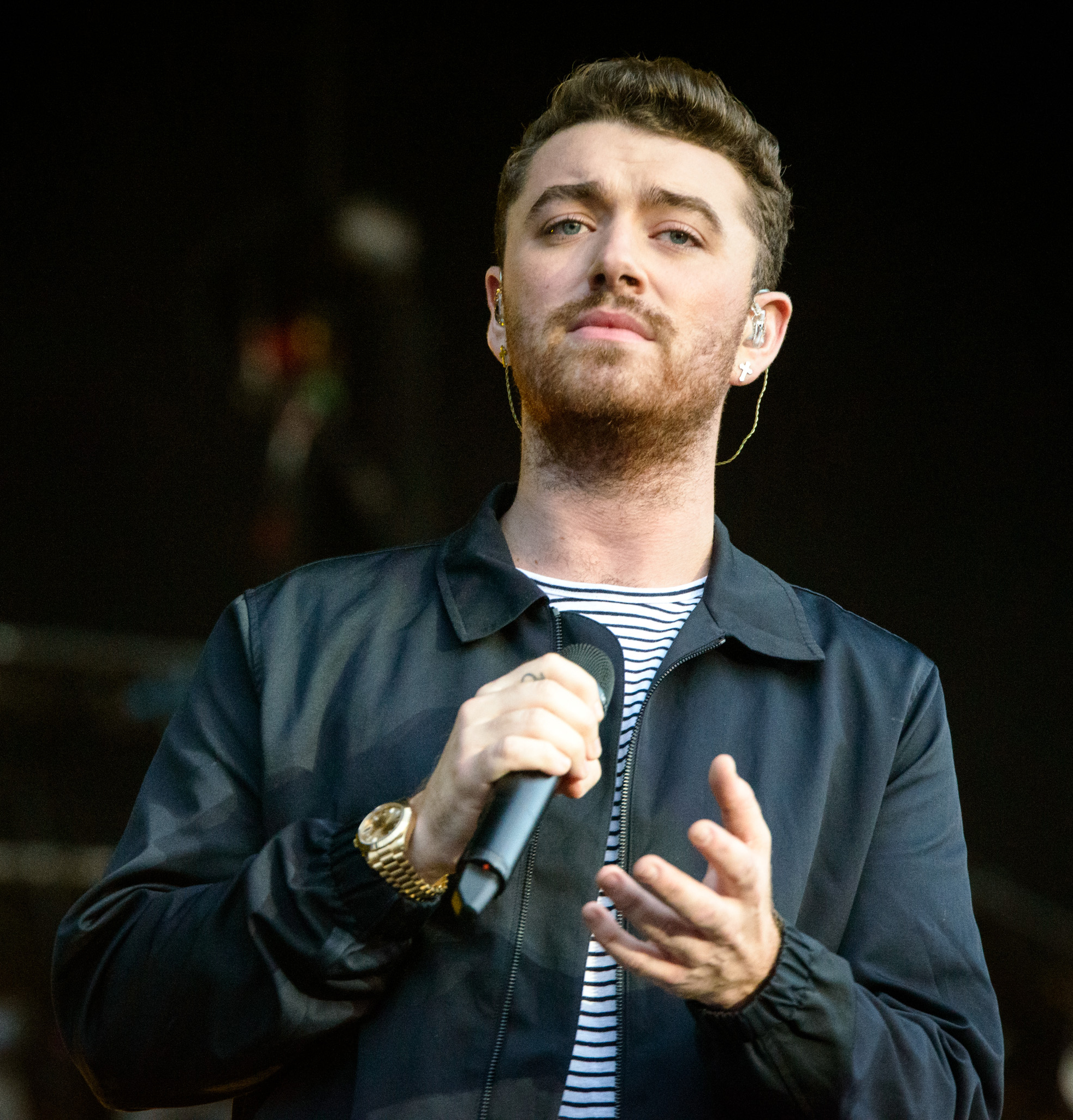
Sam Smith, cea mai bună melodie originală

Nominalizările la Premiile Oscar au fost anunțate la 14 ianuarie 2016. The Revenant a avut cele mai multe nominalizări, 12 în total, în timp ce Mad Max: Fury Road se află pe locul 2 cu zece nominalizări. Pentru al doilea an consecutiv, un film regizat de Alejandro G. Iñárritu a avut cele mai multe nominalizări.
Câștigătorii sunt listați primii, evidențiați cu text aldin și cu ().
| Cel mai bun film - Spotlight – Michael Sugar, Steve Golin, Nicole Rocklin și Blye Pagon Faust - Brokerii apocalipsei – Brad Pitt, Dede Gardner și Jeremy Kleiner - Podul spionilor – Steven Spielberg, Marc Platt și Kristie Macosko Krieger - Brooklyn – Finola Dwyer și Amanda Posey - Mad Max: Drumul Furiei – Doug Mitchell și George Miller - Marțianul – Simon Kinberg, Ridley Scott, Michael Schaefer și Mark Huffam - The Revenant: Legenda lui Hugh Glass – Arnon Milchan, Steve Golin, Alejandro G. Iñárritu, Mary Parent și Keith Redmon - Room – Ed Guiney | Cel mai bun regizor - Alejandro G. Iñárritu – The Revenant - Lenny Abrahamson – Room - Tom McCarthy – Spotlight - Adam McKay – The Big Short - George Miller – Mad Max: Fury Road |
| Cel mai bun actor - Leonardo DiCaprio – The Revenant ca Hugh Glass - Bryan Cranston – Trumbo ca Dalton Trumbo - Matt Damon – The Martian ca Mark Watney - Michael Fassbender – Steve Jobs ca Steve Jobs - Eddie Redmayne – The Danish Girl ca Lili Elbe / Einar Wegener | Cea mai bună actriță - Brie Larson – Room ca Joy "Ma" Newsome - Cate Blanchett – Carol ca Carol Aird - Jennifer Lawrence – Joy ca Joy Mangano - Charlotte Rampling – 45 Years ca Kate Mercer - Saoirse Ronan – Brooklyn ca Eilis Lacey |
| Cel mai bun actor în rol secundar - Mark Rylance – Podul spionilor ca Rudolf Abel - Christian Bale – The Big Short ca Michael Burry - Tom Hardy – The Revenant ca John Fitzgerald - Mark Ruffalo – Spotlight ca Michael Rezendes - Sylvester Stallone – Creed ca Rocky Balboa | Cea mai bună actriță în rol secundar - Alicia Vikander – The Danish Girl ca Gerda Wegener - Jennifer Jason Leigh – The Hateful Eight ca Daisy Domergue - Rooney Mara – Carol ca Therese Belivet - Rachel McAdams – Spotlight ca Sacha Pfeiffer - Kate Winslet – Steve Jobs ca Joanna Hoffman |
| Cel mai bun scenariu original - Spotlight – Tom McCarthy și Josh Singer - Podul spionilor – Matt Charman, Ethan Coen și Joel Coen - Ex Machina – Alex Garland - Inside Out – Josh Cooley, Ronnie del Carmen, Pete Docter și Meg LeFauve - Straight Outta Compton – Andrea Berloff, Jonathan Herman, S. Leigh Savidge și Alan Wenkus | Cel mai bun scenariu adaptat - The Big Short – Adam McKay și Charles Randolph pe baza The Big Short de Michael Lewis - Brooklyn – Nick Hornby pe baza Brooklyn de Colm Tóibín - Carol – Phyllis Nagy pe baza The Price of Salt de Patricia Highsmith - The Martian – Drew Goddard pe baza The Martian de Andy Weir - Room – Emma Donoghue pe baza Room de Emma Donoghue |
| Cel mai bun film de animație - Întors pe dos – Pete Docter și Jonas Rivera - Anomalisa – Charlie Kaufman, Duke Johnson și Rosa Tran - Boy & the World – Alê Abreu - Shaun the Sheep Movie – Mark Burton și Richard Starzak - When Marnie Was There – Hiromasa Yonebayashi și Yoshiaki Nishimura | Cel mai bun film străin - Fiul lui Saul (Ungaria) în maghiară – László Nemes - Embrace of the Serpent (Columbia) în spaniolă – Ciro Guerra - Mustang (Franţa) în turcă – Deniz Gamze Ergüven - Theeb (Iordania) în arabă – Naji Abu Nowar - A War (Danemarca) în daneză – Tobias Lindholm |
| Cel mai bun film documentar - Amy – Asif Kapadia și James Gay-Rees - Cartel Land – Matthew Heineman și Tom Yellin - The Look of Silence – Joshua Oppenheimer și Signe Byrge Sørensen - What Happened, Miss Simone? – Liz Garbus, Amy Hobby și Justin Wilkes - Winter on Fire: Ukraine's Fight for Freedom – Evgeny Afineevsky și Den Tolmor | Cel mai bun documentar de scurtmetraj - A Girl in the River: The Price of Forgiveness – Sharmeen Obaid-Chinoy - Body Team 12 – David Darg și Bryn Mooser - Chau, Beyond the Lines – Courtney Marsh și Jerry Franck - Claude Lanzmann: Spectres of the Shoah – Adam Benzine - Last Day of Freedom – Dee Hibbert-Jones și Nomi Talisman |
| Cel mai bun scurt metraj live-action - Stutterer – Serena Armitage și Benjamin Cleary - Ave Maria – Eric Dupont și Basil Khalil - Day One – Henry Hughes - Everything Will Be Okay – Patrick Vollrath - Shok – Jamie Donoughue | Cel mai bun scurt metraj de animație - Bear Story – Pato Escala Pierart și Gabriel Osorio Vargas - Prologue – Imogen Sutton și Richard Williams - Sanjay's Super Team – Nicole Paradis Grindle și Sanjay Patel - We Can't Live Without Cosmos – Konstantin Bronzit - World of Tomorrow – Don Hertzfeldt |
| Cea mai bună coloană sonoră - The Hateful Eight – Ennio Morricone - Bridge of Spies – Thomas Newman - Carol – Carter Burwell - Sicario – Jóhann Jóhannsson - Star Wars: The Force Awakens – John Williams | Cea mai bună melodie originală - "Writing's on the Wall" din Spectre – Muzica și versuri de Jimmy Napes și Sam Smith - "Earned It" din Fifty Shades of Grey – Muzica și versuri de Belly, Stephan Moccio, Jason Daheala Quenneville și The Weeknd - "Manta Ray" din Racing Extinction – Muzica și versuri de Antony Hegarty și J. Ralph - "Simple Song #3" din Youth – Muzica și versuri de David Lang - "Til It Happens to You" din The Hunting Ground – Muzica și versuri de Lady Gaga și Diane Warren |
| Cea mai bună editare sonoră - Mad Max: Fury Road – Mark A. Mangini și David White - The Martian – Oliver Tarney - The Revenant – Martin Hernández și Lon Bender - Sicario – Alan Robert Murray - Star Wars: The Force Awakens – Matthew Wood și David Acord | Cel mai bun mixaj sonor - Mad Max: Fury Road – Chris Jenkins, Gregg Rudloff și Ben Osmo - Bridge of Spies – Andy Nelson, Gary Rydstrom și Drew Kunin - The Martian – Paul Massey, Mark Taylor și Mac Ruth - The Revenant – Jon Taylor, Frank A. Montaño, Randy Thom și Chris Duesterdiek - Star Wars: The Force Awakens – Andy Nelson, Christopher Scarabosio și Stuart Wilson |
| Cele mai bune decoruri - Mad Max: Fury Road – Colin Gibson și Lisa Thompson - Bridge of Spies – Rena DeAngelo, Bernhard Henrich și Adam Stockhausen - The Danish Girl – Michael Standish și Eve Stewart - The Martian – Celia Bobak și Arthur Max - The Revenant – Jack Fisk și Hamish Purdy | Cea mai bună imagine - The Revenant – Emmanuel Lubezki - Carol – Ed Lachman - The Hateful Eight – Robert Richardson - Mad Max: Fury Road – John Seale - Sicario – Roger Deakins |
| Cel mai bun machiaj - Mad Max: Fury Road – Lesley Vanderwalt, Elka Wardega și Damian Martin*The Hundred-Year-Old Man Who Climbed Out the Window and Disappeared – Love Larson și Eva von Bahr - The Revenant – Siân Grigg, Duncan Jarman și Robert Pandini | Cele mai bune costume - Mad Max: Fury Road – Jenny Beavan - Carol – Sandy Powell - Cinderella – Sandy Powell - The Danish Girl – Paco Delgado - The Revenant – Jacqueline West |
| Cel mai bun montaj - Mad Max: Fury Road – Margaret Sixel - The Big Short – Hank Corwin - The Revenant – Stephen Mirrione - Spotlight – Tom McArdle - Star Wars: The Force Awakens – Maryann Brandon și Mary Jo Markey | Cele mai bune efecte vizuale - Ex Machina – Mark Williams Ardington, Sara Bennett, Paul Norris și Andrew Whitehurst - Mad Max: Fury Road – Andrew Jackson, Dan Oliver, Andy Williams și Tom Wood - The Martian – Anders Langlands, Chris Lawrence, Richard Stammers și Steven Warner - The Revenant – Richard McBride, Matt Shumway, Jason Smith și Cameron Waldbauer - Star Wars: The Force Awakens – Chris Corbould, Roger Guyett, Paul Kavanagh și Neal Scanlan                                       |

#### Filme cu multiple nominalizări și premii
| Nominalizări | Film                                 |
| ------------ | ------------------------------------ |
| 12           | The Revenant: Legenda lui Hugh Glass |
| 10           | Mad Max: Drumul furiei               |
| 7            | The Martian                          |
| 6            | Bridge of Spies                      |
| 6            | Carol                                |
| 6            | Spotlight                            |
| 5            | Star Wars: The Force Awakens         |
| 5            | The Big Short                        |
| 4            | Room                                 |
| 4            | The Danish Girl                      |
| 3            | Brooklyn                             |
| 3            | Sicario                              |
| 3            | The Hateful Eight                    |
| 2            | Ex Machina                           |
| 2            | Inside Out                           |
| 2            | Steve Jobs                           |

| Premii | Film                                 |
| ------ | ------------------------------------ |
| 6      | Mad Max: Drumul furiei               |
| 3      | The Revenant: Legenda lui Hugh Glass |
| 2      | Spotlight                            |

## Filme cu mai multe premii și nominalizări

### Premii Oscar onorifice

#### Premiul Oscar onorific
- Spike Lee
- Gena Rowlands

#### Premiul Umanitar Jean Hersholt
- Debbie Reynolds